# 3204 Lindgren
3204 Lindgren è un asteroide della fascia principale. Scoperto nel 1978, presenta un'orbita caratterizzata da un semiasse maggiore pari a 3,1637878 UA e da un'eccentricità di 0,2765610, inclinata di 2,06211° rispetto all'eclittica.